# Ксандер Корвус
Ксандер Корвус (англ. Xander Corvus, настоящее имя — Майкл Бёрнс (англ. Mychael Burns), род. 18 ноября 1988 года, Колумбус, Огайо, США) — американский порноактёр и певец. Имеет ирландские корни.

## Карьера
Начал карьеру порноактёра в 2010 году в возрасте 21 года. В 2011 году получил премию XRCO в категории New Stud и был номинирован в категории «лучший актёр» в течение следующих двух лет.

## Премии
- 2011 XRCO Award — New Stud[3]
- 2012 AVN Award — Лучший мужчина-новичок[4]
- 2012 AVN Award — Лучший актёр второго плана — Star Trek: The Next Generation — A XXX Parody[4]
- 2012 XBIZ Award — новый исполнитель года[5]
- 2012 XBIZ Award — актёр второго плана (мужчина) — Horizon[5]
- 2013 XBIZ Award — лучшая сцена (парная) — A Mother’s Love 2 (with Lucky Starr)[6]
- 2014 AVN Award — Лучший актёр второго плана — Underworld[7]
- 2015 AVN Award — Лучший актёр второго плана — Holly…Would[8]
- 2015 XBIZ Award — Лучший актёр — парный релиз — The Sexual Liberation of Anna Lee[9]
- 2016 XBIZ Award — Лучшая сцена секса — парный релиз — My Sinful Life[10]
- 2017 XBIZ Award — исполнитель года
- 2017 XBIZ Award — Лучший актёр — полнометражка — The Preacher’s Daughter (Wicked Pictures)
- 2017 XBIZ Award — Лучшая сцена секса — парный релиз — The Switch (B. Skow for Girlfriends Films)[11]
- 2017 AVN Award — Лучший актёр — The Preacher’s Daughter